# GnuWin32
GnuWin32 — проект по портированию программ, охватываемых GNU и другими Open Source лицензиями, для 32-битной ОС Windows. Программы компилируются для натурального исполнения в ОС Windows, не требуя запуска в эмуляторах Unix-окружения, таких как Cygwin или MSYS. GnuWin32 включает в себя следующие утилиты/пакеты:
- GNU утилиты: bc, bison, chess, Coreutils, diffutils, ed, Flex, Gawk, gettext, grep, Groff, gzip, iconv, less, m4, patch, readline, rx, sharutils, sed, tar, texinfo, units, wget, which
- Утилиты управления архивами: arc, arj, bzip2, gzip, lha, zip, zlib.
- Non-GNU утилиты: cygutils, file, ntfsprogs, openssl, pcre.
- Ncurses
- Утилиты обработки/преобразования изображений.
- Утилиты обработки текстовой информации.
- Математические и статистические программы.